# Jaan-E-Mann
Jaan-E-Mann ist ein Bollywood-Film aus dem Jahr 2006.

## Handlung
Suhan ist verzweifelt. Er muss seiner geschiedenen Frau Piya eine große Summe an Unterhalt zahlen und hat kein Geld. Da kommt sein Onkel auf die Idee, dass Piya nur wieder heiraten muss, damit Suhan seine Sorgen los ist. Aber woher bekommen sie einen Heiratskandidaten? Da taucht Agastya auf, der Piya besuchen will. Er ist ein alter Collegefreund von Piya und war schon damals in sie verliebt, hatte aber keine Chance gegen Suhan den Rockstar mit seiner Trotteligkeit. Er hat sich von Piya zurückgezogen, als Piya und Suhan geheiratet haben und weiß nicht, dass Suhan Piyas Exmann ist. Suhan bringt Agastya dazu, sein Glück bei Piya noch mal zu versuchen, nachdem sie jetzt geschieden ist. Und so fliegen beide nach New York und Suhan hilft Agastya heimlich, ohne dass Piya was mitbekommt, ihr Herz zu gewinnen, weil Agastya völlig unfähig ist, mit einer Frau vernünftig zu reden. Bei dieser ganzen Aktion merkt Suhan plötzlich, dass er Piya noch immer liebt und er einen großen Fehler gemacht hat, als er sie wegen seiner Schauspielkarriere verlassen hat und will sie wieder zurück, aber Piya hat bereits zugestimmt, Agastya zu heiraten, weil sie die Hoffnung aufgegeben hat, dass Suhan wieder zu ihr zurückkommt.